# Yashira Jordán
Yashira Jordán (La Paz, 23 de septiembre de 1985) es una directora, guionista y editora de cine boliviana. Jordán es la directora de Durazno, la primera película en Bolivia y Argentina que se realiza bajo el concepto de financiamiento público y que utiliza la basura y escombros para construir la secuencia de ficción y series de la película.
En 2004 Jordán pasó un tiempo en Nueva York, Washington D. C. y la Ciudad de México, formándose en diversos talleres y cursos bajo la dirección de cineastas americanos y mexicanos. Además, hizo algunos videos experimentales y cortos (formato de película de 35mm) que participaron en festivales internacionales como el Festival de Cine '48 horas de Washington D. C.
En 2005 comenzó sus estudios de comunicación audiovisual en la Universidad Nacional de La Plata, Argentina. En 2007 fue seleccionada para participar en Talent Campus, organizado por la Universidad del Cine, exhibiendo su obra para conmemorar el noveno BAFICI (Festival Buenos Aires Internacional de Cine Independiente). Además, en febrero de 2008 fue seleccionada su obra de entre más de 3.000 participantes de todo el mundo para el Festival Internacional de Cine de Berlín, en la categoría Talent Campus. Asistió a charlas, reuniones y talleres con los cineastas y directores de fotografía como Mike Leigh, Lucrecia Martel, Wim Wenders, Alejandro Jodorowsky, Lisandro Alonso, Félix Monti, Alex McDowell y Andrzej Wajda, en el Berlinale Talent Campus.

## Obras
- 2014: Durazno[3]